# Harald Høffding
Harald Høffding (Copenaghen, 11 marzo 1843 – Copenaghen, 2 luglio 1931) è stato un filosofo danese.

## Biografia
Insegnante a Copenaghen e Socio dei Lincei, fu tra i più grandi filosofi dell'Ottocento, tanto da essere considerato "il padre della filosofia danese".